# 8.º Prêmio Angelo Agostini
O 8.º Prêmio Angelo Agostini (também chamado Troféu Angelo Agostini) foi um evento organizado pela Associação dos Quadrinhistas e Caricaturistas do Estado de São Paulo (ACQ-ESP) com o propósito de premiar os melhores lançamentos brasileiros de quadrinhos de 1991 em diferentes categorias.

## Prêmios
| Categoria                    | Vencedores                                                                     |
| ---------------------------- | ------------------------------------------------------------------------------ |
| Mestre do Quadrinho Nacional | André LeBlanc                                                                  |
| Mestre do Quadrinho Nacional | Ismael dos Santos                                                              |
| Mestre do Quadrinho Nacional | Izomar Camargo Guilherme                                                       |
| Desenhista                   | Gustavo Machado                                                                |
| Desenhista                   | Lourenço Mutarelli                                                             |
| Roteirista                   | Laerte Coutinho                                                                |
| Lançamento                   | Grafic Trapa Marcelo Cassaro, Watson Portela e Gustavo Machado (Editora Abril) |
| Troféu Jayme Cortez          | Worney Almeida de Souza                                                        |